# Bahnhof Sete Rios
Der Bahnhof Lissabon Sete Rios (auch Jardim Zoológico/Sete Rios genannt) ist ein Regional- und Fernbahnhof der Comboios de Portugal in der Lissabonner Stadtgemeinde São Domingos de Benfica. Zudem besteht mit der U-Bahn-Station Jardim Zoológico der Linha Azul ein U-Bahn-Anschluss des Bahnhofes. Der Bahnhof liegt an der Linha de Cintura. Westlich von ihm befinden sich das Betriebswerk der CP sowie ein Gleisdreieck/Schienenkreuz zwischen der Linha de Sintra und der Linha de Cintura, um Fahrten von der Sintra-Linie nach Roma Areeiro oder zum Gare do Oriente zu ermöglichen.

## Geschichte
Der Bahnhof wurde 1888 eröffnet, als die Linha de Cintura zwischen Campolide und Chelas eröffnet wurde. Gleichzeitig wurde er mit der Verbindungskurve nach Benfica an die Linha de Sintra und indirekt auch an die Linha do Oeste angeschlossen.
1957 wurde die Linha de Cintura zwischen Campolide und Chelas/Braço de Prata elektrifiziert.
Seit 1999 mit der Eröffnung der Linha do Sul über die Ponte 25 de Abril ist Sete Rios auch ein Fernbahnhof.

## Infrastruktur
Der Eisenbahnteil des Komplexes umfasst vier Geleise, da die Linha de Cintura ab Sete Rios bis Roma-Areeiro viergleisig ausgebaut ist. Nebenbei existiert am Bahnhof ein großes Betriebswerk der CP. Die Ansiedlung des Werks an dieser Stelle ist der exzellenten Anbindung zu verdanken, von Sete Rios sind die Hauptstrecken nach Norden, Westen und Süden sowie die Vorortstrecken nach Sintra und Cascais innert kurzer Zeit zu erreichen.
Der Komplex umfasst noch einen U-Bahnhof und einen großen Busbahnhof (Terminal Rodoviário de Sete Rios).

## Bedeutung

### Comboios de Portugal

#### Fernverkehr
Sete Rios ist neben Santa Apolónia, Oriente und Entrecampos der vierte Fernbahnhof Lissabons. An ihm halten die Intercidades-Züge der Relationen Lissabon Oriente – Faro und Lissabon Oriente – Évora. Die Alfa Pendular Richtung Südportugal passieren den Bahnhof ohne Halt. Eine Direktverbindung nach Beja wurde zugunsten der Vermehrung von Zugspaaren nach Évora 2009 aufgegeben.

#### Regionalverkehr
CP Urbanos de Lisboa
Die CP-Regionalverkehrstochter für Lissabon, die CP Urbanos de Lisboa bedient Sete Rios mit zwei Linien: Die Linha de Sintra hält mit den Zügen der im 20- oder 10-Minuten-Takt geführten Relationen Mira Sintra-Meleças – Lissabon Oriente beziehungsweise die nur zur Hauptverkehrszeiten geführten Züge zwischen Sintra und Alverca, die Linha de Azambuja führt die halbstündlich verkehrenden Züge zwischen Lissabon Alcântara-Terra – Azambuja über Sete Rios.
Anderer Regionalverkehr

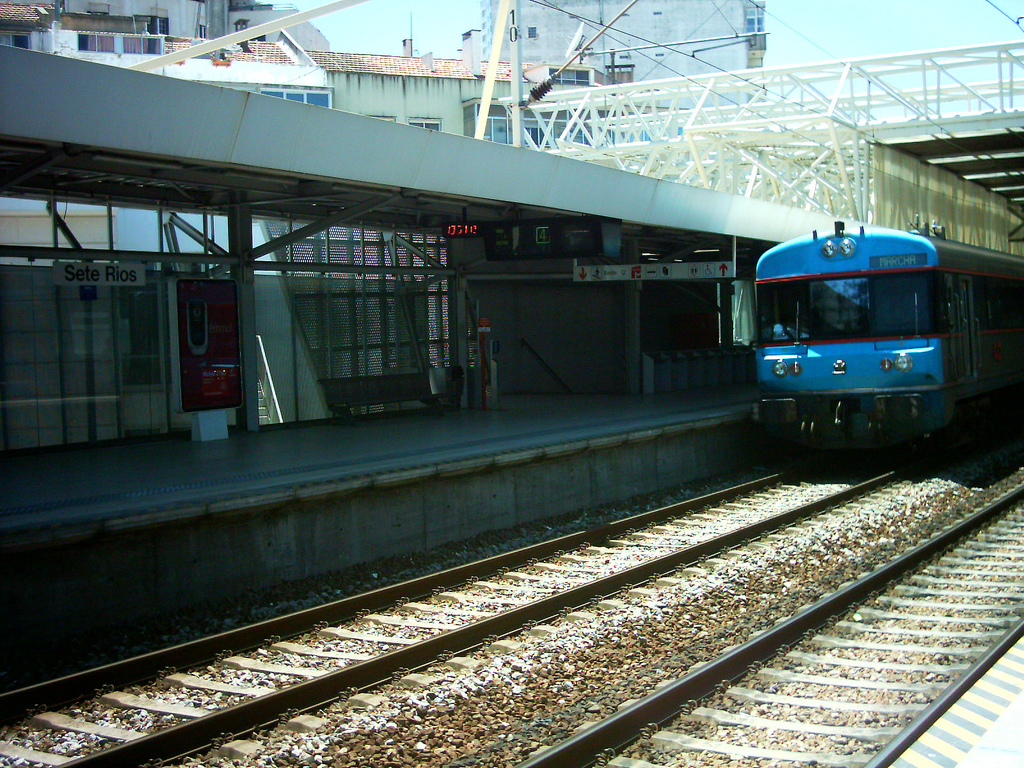
Ein Schienenbus der Linha do Oeste in Sete Rios

Außerdem halten hier InterRegional-Züge der Verbindung Lissabon Santa Apolónia/Lissabon Entrecampos – Figueira da Foz/Coimbra und Regionalzüge zwischen Santa Apolónia und Caldas de Rainha. Beide Relationen verkehren über die Linha de Sintra und später über die Linha do Oeste.

### Fertagus
Die einzige portugiesische Privatbahn Fertagus bedient Sete Rios mit dem Zuglauf Lissabon Roma-Arreiro – Coina/Setúbal über die Ponte 25 de Abril. In den Hauptverkehrszeiten verkehren diese Züge im 10-Minuten-Takt Roma Arreiro – Coina und halbstündlich weiter bis Setúbal, sonst nur alle 20 Minuten nach Coina mit einer stündlichen Verlängerung nach Setúbal.

### U-Bahn
Sete Rios ist auch an die U-Bahn angeschlossen, der Bahnhof wurde 1959 als einer der ersten elf der Metro Lissabon eröffnet. Seit 1995 trägt die U-Bahn-Station den Namen Jardim Zoológico in Anlehnung an den Zoo Lissabon, welcher in Nachbarschaft liegt. Der Bahnhof der Eisenbahn wurde nicht umbenannt, jedoch taucht seit einiger Zeit auf den Internetseiten der CP die Version Jardim Zoológico/Sete Rios auf.